# 工具包基因

果蝇身上所有8种Hox基因的表达各自对应到相应的体节发育

工具包基因或工具箱基因（英語：toolkit gene），是Evo-devo基因工具包（英語：evo-devo gene toolkit）的成员，代指生物体基因组中的一小部分基因，其产物控制着生物体的胚胎发育。工具箱基因是进化发育生物学中分子遗传学、古生物学、进化和发育生物学（Evo-devo）综合研究的核心。

## 简介
工具包基因在门类中高度保守，可以追溯到兩側對生動物的可能共同始祖，7个Pax基因即被推测为这样的一组工具包。 
工具箱基因的不同部署影响身体计划和身体部位的数量、身份和模式。大多数工具箱基因是信号通路的组成部分，负责编码转录因子、细胞粘附蛋白、细胞表面受体蛋白以及与之结合的信号配体，以及形态素，所有这些都参与决定未分化细胞的命运，确定其在哪里、在何时产生，进而形成生物体的身体计划。Hox基因簇或复合体是其中最重要的工具包基因之一。Hox基因和含有更广泛分布的同源异型盒蛋白结合 DNA模体的转录因子，在身体轴发育方面起到重要作用。通过组合指定特定身体区域的身份，Hox基因决定了在发育中的胚胎或幼虫中四肢和其他身体部分将在哪里生长。另一类典型的工具箱基因是Pax6/eyeless基因，它控制所有动物的眼睛形成：已发现它在小鼠和果蝇中产生眼睛，小鼠Pax6/eyeless基因在果蝇中也有表达。
不同生物体可能采用相同的工具包基因，意味着生物体形态进化可能很大一部分是基因工具包变异的产物：要么是这些工具箱使得基因改变了它们的表达模式，要么是使之获得了新的功能。如BMP基因表达差异使得大嘴地雀的喙较其他雀类更大。
进化过程中，蛇和其他有鳞目动物失去腿，研究发现期间基因表达模式的改变：Distal-less基因在其他四足动物形成肢体的区域表达不足，或者根本没有表达。1994年，肖恩·B·卡罗尔的研究小组在1994年发现，Distal-less基因亦决定了蝴蝶翅膀上的眼斑模式，表明工具包基因可以发生功能上的变化。
工具箱基因除了具有高度保守性外，还具有相同功能的进化趋势，可能是趋同进化，也可能是平行进化。Distal-less基因负责四足动物和昆虫的附肢形成，或在更细的尺度上在红带袖蝶等蝴蝶上负责产生蝴蝶的翅膀图案。 这些蝴蝶的穆氏拟态在不同的进化事件中出现，但是由相同的基因控制。蝴蝶先后出现的进化支持了趋利变异理论，即形态进化的更新是由大量发育和生理的保守机制的调控变化产生的。